# 2013–2014-es magyar gyeplabdabajnokság
A 2013–2014-es magyar gyeplabdabajnokság a nyolcvannegyedik gyeplabdabajnokság volt. A bajnokságban hat csapat indult el, a csapatok két kört játszottak.

## Tabella
| #  | Csapat              | M  | Gy | D | V | G+ | G- | P  | Megjegyzés     |
| -- | ------------------- | -- | -- | - | - | -- | -- | -- | -------------- |
| 1. | Soroksári HC        | 10 | 10 | 0 | 0 | 55 | 5  | 29 | 1 pont levonva |
| 2. | Építők HC           | 10 | 8  | 0 | 2 | 36 | 15 | 24 |                |
| 3. | Olcote HC           | 10 | 6  | 0 | 4 | 29 | 24 | 18 |                |
| 4. | Szt. László DSE     | 10 | 4  | 0 | 6 | 31 | 46 | 12 |                |
| 5. | Szt. László DSE II. | 10 | 1  | 0 | 9 | 17 | 59 | 3  |                |
| 6. | Soroksári HC II.    | 10 | 1  | 0 | 9 | 17 | 36 | 2  | 1 pont levonva |

* M: Mérkőzés Gy: Győzelem D: Döntetlen V: Vereség G+: Ütött gól G-: Kapott gól P: Pont